# Београдска разгледница 1920
„Београдска разгледница 1920“ је југословенски филм из 1980. године. Режирао га је Славољуб Стефановић Раваси, а сценарио је писао Бранимир Ћосић.

## Улоге
| Глумац              | Улога                  |
| ------------------- | ---------------------- |
| Љиљана Благојевић   | Александра Мајсторовић |
| Светлана Бојковић   | Марина Паспоповић      |
| Лепомир Ивковић     | Ненад Бајкић           |
| Ђорђе Јелисић       | Сибин Мајсторовић      |
| Петар Краљ          | уредник новина         |
| Предраг Лаковић     | Андрија Дреновац       |
| Миодраг Радовановић | Драгиц Распоповић      |
| Јелисавета Саблић   | Симка Мајсторовић      |
| Михајло Викторовић  | Петровић               |
| Иван Шебаљ          |                        |